# Åke Rusck
John Åke J:son Rusck, född 9 augusti 1912 i Ringarums församling, Östergötlands län, död 24 september 1978 i Frötuna församling, Stockholms län (kyrkobokförd i Nacka), var en svensk ingenjör, ämbetsman och företagsledare.
Rusck tog civilingenjörsexamen vid Kungliga Tekniska högskolan 1934, anställdes samma år som ingenjör vid Vattenfallsstyrelsens driftavdelning, blev driftdirektör och chef för driftbyrån 1939, kraftverksdirektör för Älvkarleby kraftverk vid Statens Vattenfallsverk 1944, och verkets överdirektör 1946. Han var generaldirektör och chef för Vattenfallsstyrelsen 1948–1957 och därefter verkställande direktör för SAS 1958–1961.
Rusck hade också FN-uppdrag i Pakistan 1955, Thailand 1961-1962, Tunisien 1962-1963, Tanzania 1965–1968 och var rådgivare i UNIDO i Wien 1969–1972 och Peru 1973–1974. Åren 1964–1965 ledde han arbetet med nationalisering av kraftverk samt infrastruktur gällande eldistribution i Brasilien för AIB, ett bolag han var delägare i samt ordförande för.
Han hade dessutom flera styrelseuppdrag genom livet, bland annat i LKAB.
Han invaldes som ledamot av Ingenjörsvetenskapsakademien 1950.
Utmärkelser: Riddare av Nordstjärneorden, kommendör av Vasaorden samt kommendör av Hederslegionen efter att SAS köpt det franska flygplanet Caravelle.